# Boiling Point (EP)
Boiling Point è un EP del rapper statunitense Tech N9ne, pubblicato nel 2012.

## Tracce
1. URALYA – 4:08
2. Fire in AC (featuring Krizz Kaliko & Smackola) – 3:47
3. Should I Killer – 3:59
4. Hunger (featuring Brotha Lynch Hung & Bishop) – 4:49
5. Paint On Your Pillowcase (featuring Aqualeo) – 4:37
6. Heavy – 4:08
7. Alone (featuring Krizz Kaliko & Eric “Ezikuhl” Boone) – 4:38